# Kölsta
Kölsta är en bebyggelse i Odensvi socken, Köpings kommun. SCB avgränsade här en småort mellan 2005 och 2020 samt åter från 2023.  

## Historia
Byn har anor från järnåldern och har länge räknats som den folkrikaste byn i Odensvi. De som levt i Kölsta har under seklerna livnärt sig mestadels på jordbruk och skogsbruk. Gårdarna har ofta ägts av olika bruk i Bergslagen och kölstaskogarna har försörjt hyttorna med kol. 
Namnet Kölsta betyder boplatsen intill ödemarken. Efterleden "sta" härstammar från järnålder och betyder boplats. "Köl" Är benämningen av en viss typ av vegetation / skog med en växtlighet bestående av mycket snår och enbuskar, sådan typ av skog man finner precis i gränstrakten mellan den brukade marken och den obrukade. 
I och kring Kölsta finns bara ett fåtal upptäckta fornlämningar, som en gravhög vid Kölstagård. 
Vid Kölstaån har funnits kvarn i flera hundra år och där upptod också den träindustri som utvecklades till hustillverkaren Kölsta-Hus under 1920-talet men som gick i konkurs 1946.
Byn är uppdelad i olika byar, den gamla byn, som kallas för Kölstaby, där finns Kölsta gård och några mindre gårdar kvar. Vid kvarnen som ligger någon kilometer från Kölstaby växte under 1800-talets andra hälft en gård fram.  Under industriperioden blev denna gård något av ett centrum i byn och ett mindre villasamhälle växte upp längs en skogbeklädd höjd intill Kölstakvarn. 